# Chlorogomphus speciosus
Chlorogomphus speciosus – gatunek ważki z rodziny Chlorogomphidae.